# الوقف (الباب)
الوقف  قرية سوريّة تتبع إداريّاً لمحافظة حلب منطقة الباب ناحية الراعي، بلغ تعداد سكانها 902 نسمة حسب التعداد السكاني لعام 2004.